# Sinoxylon indicum
Sinoxylon indicum es una especie de escarabajo del género Sinoxylon, familia Bostrichidae. Fue descrita científicamente por Lesne en 1897.
Se distribuye México, Australia, Birmania, India, Irán, Nepal y Pakistán. Mide 4,5-6,5 milímetros de longitud.